# Ginnosar
Ginnosar (hebr. גינוסר) – kibuc położony w samorządzie regionu Emek ha-Jarden, w Dystrykcie Północnym, w Izraelu.
Leży na zachodnim brzegu Jeziora Tyberiadzkiego w Dolnej Galilei.
Członek Ruchu Kibuców (Ha-Tenu’a ha-Kibbucit).

## Historia
Kibuc został założony w 1937.

## Archeologia
W 1986 roku dwaj bracia z kibucu, Mojżesz i Juval Lufan, odnaleźli na dnie jeziora (którego poziom opadł do rekordowo niskiego stanu) odkryli pozostałości drewnianej łodzi. Datowane metodą radiowęglową na okres między 100 p.n.e. a 67 n.e. znalezisko okrzyknięto łodzią Jezusa. Łódź ma 8,2 m długości i 2,3 m. szerokości. W pobliżu znaleziono również resztki ceramiki. W czasie prac restauratorskich zastosowano nowatorską metodę, zabezpieczając wrak warstwą pianki poliuretanowej i spławiając do centrum badawczego. Po zakończonych w 1995 roku pracach łódź została przewieziona do tutejszego muzeum im. Yigala Alona, gdzie udostępniono ją zwiedzającym. To nowoczesne muzeum gromadzi archeologiczne i etnograficzne zabytki. Eksponatowi towarzyszy multimedialna wystawa o budowie łodzi, czasach jej powstania i sposobach ratowania.

## Gospodarka
Gospodarka kibucu opiera się na intensywnym rolnictwie. Przedsiębiorstwo Ginnosar Tissue Culture Nurseries, zajmuje się rozmnażaniem hodowli bananów

## Galeria

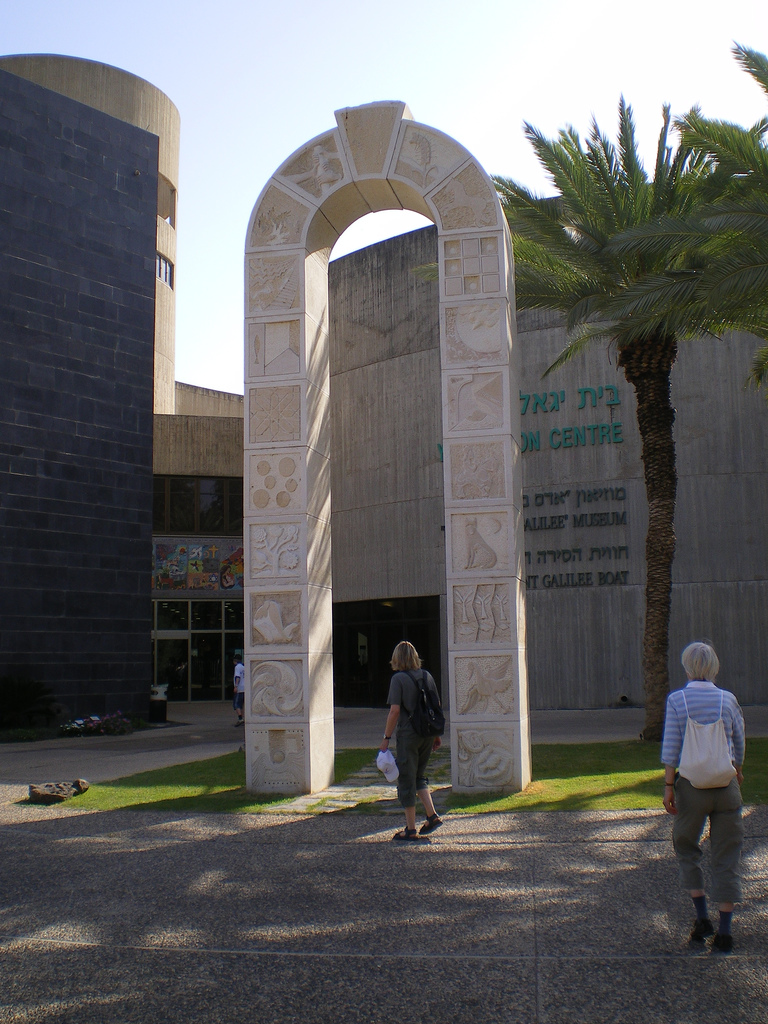
Jigal Alon.
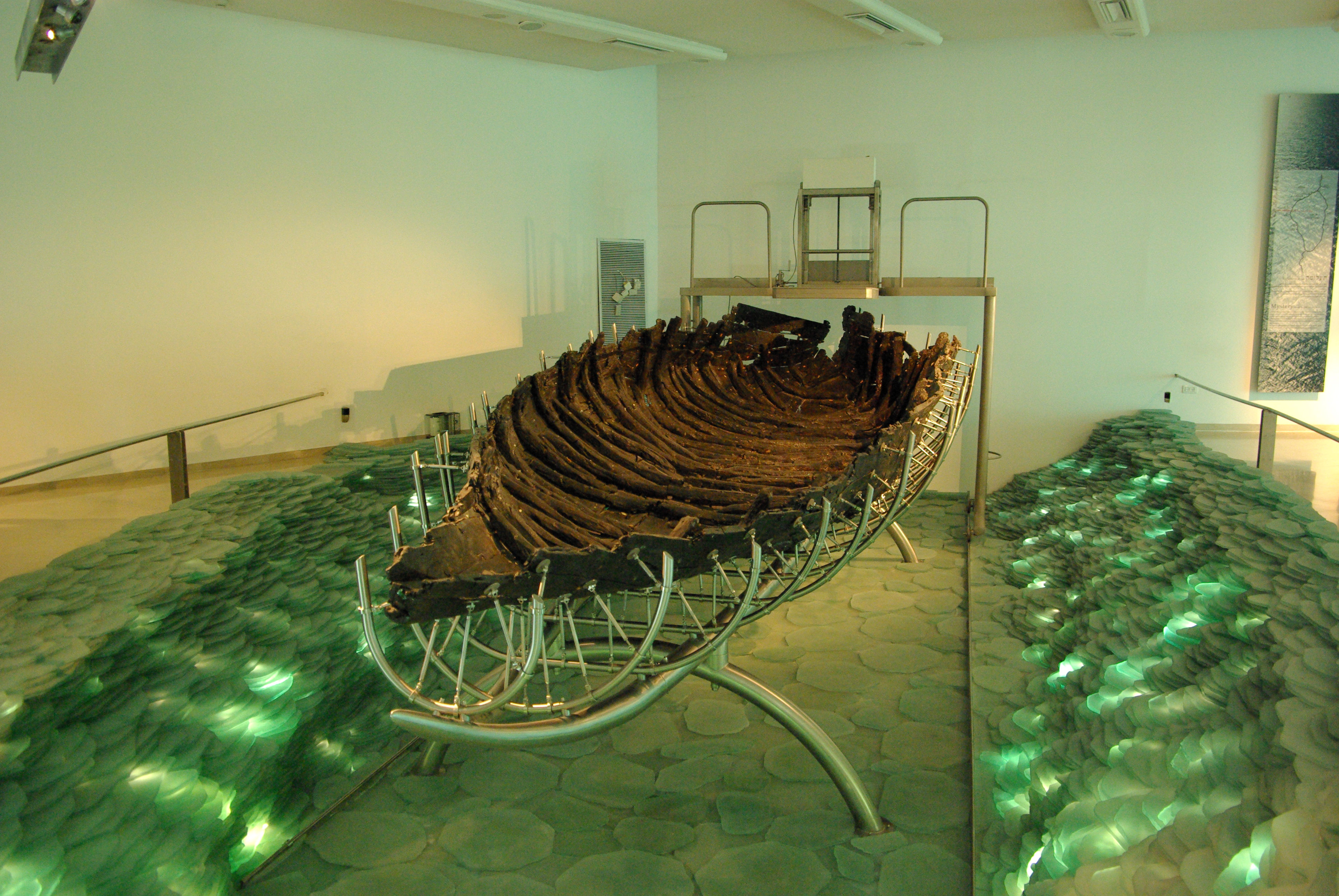
'Galilejska łódź' w Yigal Allon w Ginnosar